# Saskia Dekkers
Saskia Dekkers (Den Haag, 25 september 1960) is een Nederlandse journaliste.
Tijdens haar opleiding aan de School voor Journalistiek in Utrecht kreeg Dekkers in 1982 een baan aangeboden bij KRO-radio, waar ze werkte voor programma’s als Echo en Echo Junior. In 1984 start ze als redacteur bij het NOS Jeugdjournaal, waar ze zich specialiseert in buitenlandse politiek. Vanaf 1988 werkt ze als verslaggever voor dit nieuwsprogramma. 
In 1993 wordt Dekkers benoemd tot vaste correspondent voor het NOS Journaal in Parijs. Later komt daar actualiteitenrubriek Netwerk bij. Vanaf 2000 werkt ze naast het Journaal ook voor het programma NOVA in Frankrijk en Franstalig Afrika. Dekkers valt op door haar berichtgeving vanuit de Franse banlieues. Ze is jarenlang vaste columnist voor het tijdschrift En France.
Vanaf 2010 werkt ze voor het actualiteitenprogramma Nieuwsuur als Europa-correspondent. Dekkers is de eerste Nederlandse Europa-correspondent die niet vanuit Brussel maar vanuit de Europese landen verslag doet. Samen met cameraman Pieter Nijdeken (die ook haar echtgenoot is), reist ze heel Europa door op zoek naar ‘het kleinere verhaal dat het grote politieke of economisch verhaal duidelijk moet maken’. Via een eigen netwerk van ruim 20 lokale journalisten in Europa analyseert ze voor Nieuwsuur de grotere verschuivingen. Zo maakt ze een serie over de groeiende euroscepsis De Europese Worsteling en Sociaaldemocratie in crisis. 
Ze reist tijdens de coronaperiode door de Europese Unie om de sociale en economische gevolgen van het virus vast te leggen . Voor de serie De Nieuwe Muur trekt Dekkers vanaf april 2022 door een snel veranderend Europa na de inval van Rusland in Oekraïne. Vanaf 2010 volgt de ze situatie rond asiel en migratie in de Europese Unie en Afrika. In 2023 maakt ze een serie reportages over de Tunesië-route. Ze spreekt met mensensmokkelaars en volgt migranten door de bergen aan de Italiaanse grens . In de aanloop naar de Europese Parlementsverkiezingen van 2024 start ze de serie Stemmen van Europa .
Dekkers is de vaste Europa-commentator voor Nieuwsuur . Haar reportages zijn ook regelmatig te zien in het Belgische programma TerZake van de VRT-televisie . In 2019 en 2020 is ze genomineerd voor de Tegel, de hoogste journalistieke prijs van Nederland  .